# 7 Mages
7 Mages (en checo: Brány Skeldalu: 7 Mágů, literalmente Gates of Skeldal: 7 Mages) es un videojuego de 2016 desarrollado por Napoleon Games. Es la tercera entrega de la serie Gates of Skeldal. 7 Mages es un juego táctico por turnos que se centra en la magia musical. Cada personaje tiene una melodía que puede tocar para afectar directamente a cualquiera que pueda escucharla.
La historia es una adaptación de Seven Samurai la película de Akira Kurosawa.

## Cómo se juega
7 Mages es un juego de mazmorras que presenta una jugabilidad similar a las Gates of Skeldal originales. El jugador mueve casillas en tiempo real pero las batallas se basan en turnos. Cada mago tiene cierta especialización, como ser un guerrero o un arquero.
Existen múltiples tipos de magia tales como la magia elemental, la magia musical, etc. La magia musical usa instrumentos y su efecto se debilita en función de la distancia. La magia puede curar, rellenar maná, resucitar compañeros muertos, etc.

## Recepción
TouchArcade elogió el juego. Resaltó los acertijos aunque "su enfoque probablemente no vaya a encajar con todos". Otro elogio fue para el sistema de combate y el diseño de las mazmorras. Se observó que la historia era la parte más débil del juego.
Sin embargo, ganó el premio Juego Checo Del Año a la mejor historia.